# Wappen Malaysias
Das Wappen Malaysias besteht aus einem mehrfach gegliederten Schild, in dem die malaysischen Bundesstaaten repräsentiert sind. Über dem Schild finden sich der goldene vierzehnzackige Stern über einem liegenden goldenen Halbmond aus der Flagge Malaysias. Schildhalter sind zwei Tiger, unter dem Schild befindet sich ein goldenes Spruchband mit dem malaysischen Staatsmotto Bersekutu Bertambah Mutu (in Latein- und Jawi-Schrift), zu Deutsch „Einheit ist Stärke“. Das Wappen wurde nach der Gründung Malaysias 1963 angenommen; durch die häufigen Änderungen der Wappen einiger Bundesstaaten und den Austritt Singapurs aus dem Bund im Jahr 1965 wurde auch das Staatswappen mehrfach modifiziert. Es ist auch Bestandteil der Flagge des malaysischen Königs.

## Der Wappenschild

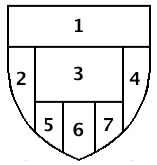
Schema der Felder im Wappenschild Malaysias
1 ehemalige Unföderierte Malaiische Staaten 2 Penang 3 ehemalige Föderierte Malaiische Staaten 4 Melaka 5 Sabah 6 Malaysia 7 Sarawak

Der Wappenschild besteht aus sieben Feldern, die alle 13 Bundesstaaten Malaysias sowie den Staat selbst repräsentieren und großenteils den Wappen der Bundesstaaten entnommen sind:
1. Im Schildhaupt in Rot fünf goldene Krummdolche (Kris), sie stehen für die fünf ehemaligen Unföderierten Malaiischen Staaten Johor, Kedah, Kelantan, Perlis und Terengganu.
2. Im zweiten Feld in Weiß eine natürlich dargestellte Betelpalme, darunter in Gelb eine schwarze Hängebrücke (für die Penangbrücke, die die Insel Penang mit dem Festland verbindet), darunter blau-weiße Wellenlinien, das Feld steht für Penang.
3. Das Feld an der Herzstelle ist senkrecht schwarz-rot-weiß-gelb gestreift. Die Farben stehen für die vier Föderierten Malaiischen Staaten und befanden sich bereits in Flagge und Wappen der Föderation: Rot, Schwarz und Gelb für Negeri Sembilan, Schwarz und Weiß für Pahang, Schwarz, Weiß und Gelb für Perak sowie Rot und Gelb für Selangor.
4. Im vierten Feld in Weiß ein natürlich dargestellter Melaka- oder Amlabaum (Phyllanthus emblica) auf grünem Grund für Malakka.
5. Das fünfte Feld rechts der Spitze steht für den Staat Sabah, es zeigt in Weiß das Staatswappen:
6. Im mittleren Feld in der Spitze in Weiß eine rote Hibiskus-Blüte; der Hibiskus ist die Nationalblume Malaysias. Bis zu dessen Austritt aus der Föderation von Malaysia stand das Feld für Singapur.
7. Im letzten Feld links der Spitze in Weiß ein Rhinozerosvogel (Buceros rhinoceros), das Wappentier von Sarawak.

## Die anderen Elemente
Das Gelb von Stern, Halbmond und Spruchband ist die Farbe der Monarchie in Malaysia. Die vierzehn Zacken des Sterns symbolisieren die 13 Bundesstaaten und die Einheit Malaysias beziehungsweise die Bundesterritorien. (Ursprünglich war die vierzehnte Spitze für Singapur vorgesehen, das jedoch später die Föderation Malaysias verließ.) Der Halbmond steht für den Islam, die malaysische Staatsreligion. Die beiden Tiger sind alte Herrschaftssymbole und waren bereits Schildhalter des Wappens der Föderation Malaya.

Flagge Malaysias
Wappen der Föderation Malaya